# Muzeum Elizy Orzeszkowej w Grodnie
Muzeum Elizy Orzeszkowej w Grodnie (biał. Дом-музэй Элізы Ажэшкі) – muzeum Elizy Orzeszkowej znajdujące się w Grodnie przy ul. Orzeszkowej 17, działające w dwudziestoleciu międzywojennym, ponownie otwarte w 2001 r.

## Historia
Dom został wzniesiony w latach 60. XVIII wieku przy ówczesnej ul. Rozkosz według projektu architekta J. Mesera dla pracowników grodzieńskich manufaktur Tyzenhauza. Na przełomie XIX i XX wieku należał do adwokata Stanisława Nahorskiego – drugiego męża Elizy Orzeszkowej. Sama pisarka mieszkała w nim od 1894 aż do swojej śmierci w 1910. Miały tu powstać takie utwory jak Ad astra, Argonauci i Gloria victis. W latach 20. w domu przy ul. Murawiowskiej (przemianowanej na ul. Orzeszkowej) otwarto Muzeum poświęcone pisarce. Tym nie mniej, już w 1904 r. Aleksander Janowski, pionier polskiego krajoznawstwa w zaborze rosyjskim, umieścił dom pisarki na trasie jednej z „X ciekawszych wycieczek po kraju” jako obiekt godny zauważenia.
Po II wojnie światowej lokal zajmowała stacja krwiodawstwa, następnie oddział Związku Pisarzy Białorusi, w którym pracowali m.in. Wasil Bykau i Aleksiej Karpiuk. W budynku, mieszczącym również filię biblioteki dla młodzieży im. Karskiego, utworzono w 1967 niewielką izbę pamięci poświęconą Orzeszkowej. W 1976 w związku z poszerzaniem ulicy obiekt rozebrano i ustawiono w 1979 kilka metrów dalej.
W latach 90. Związek Polaków na Białorusi zażądał eksmisji Związku Pisarzy z dworku i ponownego otwarcia działającego do 1939 Muzeum Elizy Orzeszkowej. Ostatecznie Muzeum wznowiło działalność 6 czerwca 2001, głównie staraniami Tadeusza Malewicza i Marii Ejsmont. W latach 2008–2009 budynek przeszedł restaurację, a 11 kwietnia 2009 Muzeum zostało ponownie udostępnione zwiedzającym.